# Rock the House (Gorillaz)
Rock the House è un singolo del gruppo musicale britannico Gorillaz, pubblicato il 22 ottobre 2001 come terzo estratto dal primo album in studio Gorillaz.

## Tracce
CD 1
1. Rock the House (Radio Edit) – 3:02
2. The Sounder (Edit) – 4:29
3. Faust – 3:47
4. Rock the House (Video Trailer) – 3:43

CD 2
1. Rock the House – 4:09
2. Ghost Train – 3:56
3. 19-2000 – 3:27
4. 19-2000 (Video) – 3:56

12"
1. Rock the House – 4:09
2. The Sounder (Edit) – 4:29
3. Faust – 3:47
4. Ghost Train – 3:56